# Ахмедова, Мехпара Тофиг кызы
Мехпара Тофиг кызы Ахмедова (азерб. Mehparə Tofiq qızı Əhmədova; род. 1959) — судья Верховного суда Азербайджана.

## Биография
Родилась в 1959 году. В 1981 году окончила юридический факультет Бакинского финансово-кредитного техникума. В 1989 году окончила юридический факультет Азербайджанского государственного университета.
С 1977 по 1978 год являлась рабочей совхоза №1 Сальянского района. С 1978 по 1979 год являлась начальником отдела учёта комсомольского комитета совхоза №1 Сальянского района.
С 1981 по 1990 год являлась секретарём, инспектором, специалистом первого разряда управления судебных органов Министерства юстиции Азербайджана.
С 1990 по 1991 год являлась специалистом первого разряда отдела общего юридического образования и юридического воспитания Министерства юстиции Азербайджана.
С 1991 по 1992 год являлась начальником общего отдела Министерства юстиции Азербайджана.
С 1992 по 1994 год являлась специалистом первого разряда, ведущим специалистом отдела правовой работы в народном хозяйстве и адвокатуре Министерства юстиции Азербайджана.
С 1994 по 1995 год являлась заместителем начальника управления по повышению правовой культуры и организации правовой службы Министерства юстиции Азербайджана.
С 1995 по 1998 год являлась нотариусом государственной нотариальной конторы №6 г. Баку. С 1998 по 2000 год являлась главным государственным нотариусом государственной нотариальной конторы №2 г. Баку.
Со 2 сентября 2000 по 2007 год являлась судьёй Наримановского районного суда г. Баку.
С 28 июля 2007 по 2008 год являлась судьёй местного экономического суда №2 г. Баку.
С 1 августа 2008 по 2010 год являлась судьёй Бакинского Апелляционного суда.
Судья коллегии по гражданским делам Верховного суда Азербайджана (с 28 августа 2010).

## Награды
- Медаль «Прогресс» (11 февраля 2023)[6]